# Morden (métro de Londres)
Pour les articles homonymes, voir Morden.
Morden (en anglais : Morden Underground Station), est une station, terminus de la branche de Morden, de la Northern line du métro de Londres, en zone Travelcard 4. Elle est située sur la London Road, à Morden, sur le territoire du borough londonien de Merton.

## Situation sur le réseau
La station Morden est le terminus de la branche Morden de la Northern line, la station précédente est South Wimbledon. Elle est en zone Travelcard 4.

Plans du métro et des transports à Londres
2009.
2014

À la différence d'autres stations méridionales, elle n'est pas construite dans le tunnel lui-même mais en tranchée. La station a la caractéristique d'être à l'extrémité de l'un des plus longs tunnels au monde (près de 28 km). Le dépôt de Morden, situé au sud de la station, est un des trois principaux dépôts de la Northern Line avec Golders Green et Finchley. La plupart des travaux de maintenance y sont réalisés.

Installations
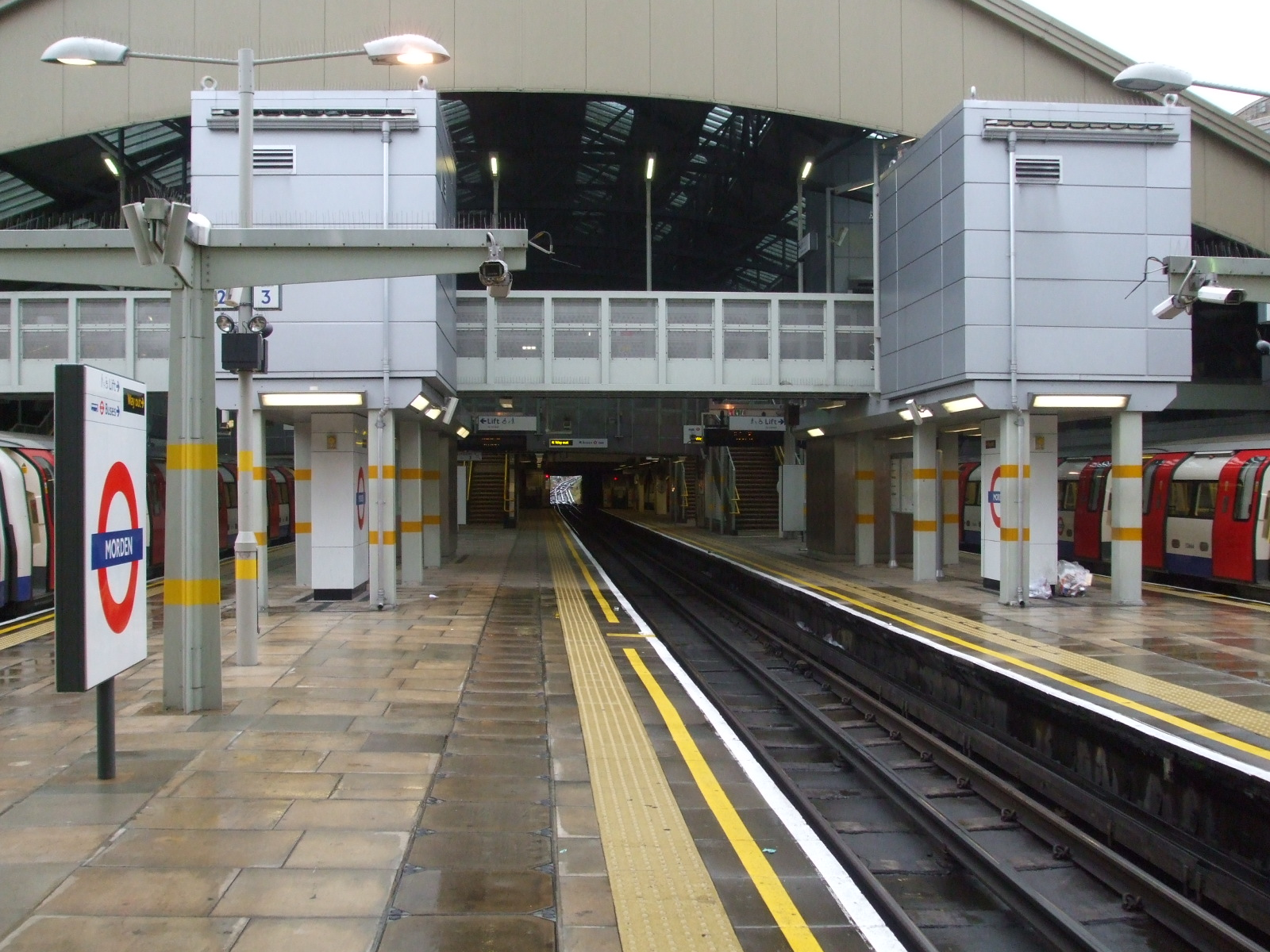
Le quai 3 vu vers le sud ; au fond, la voie d'accès au dépôt.
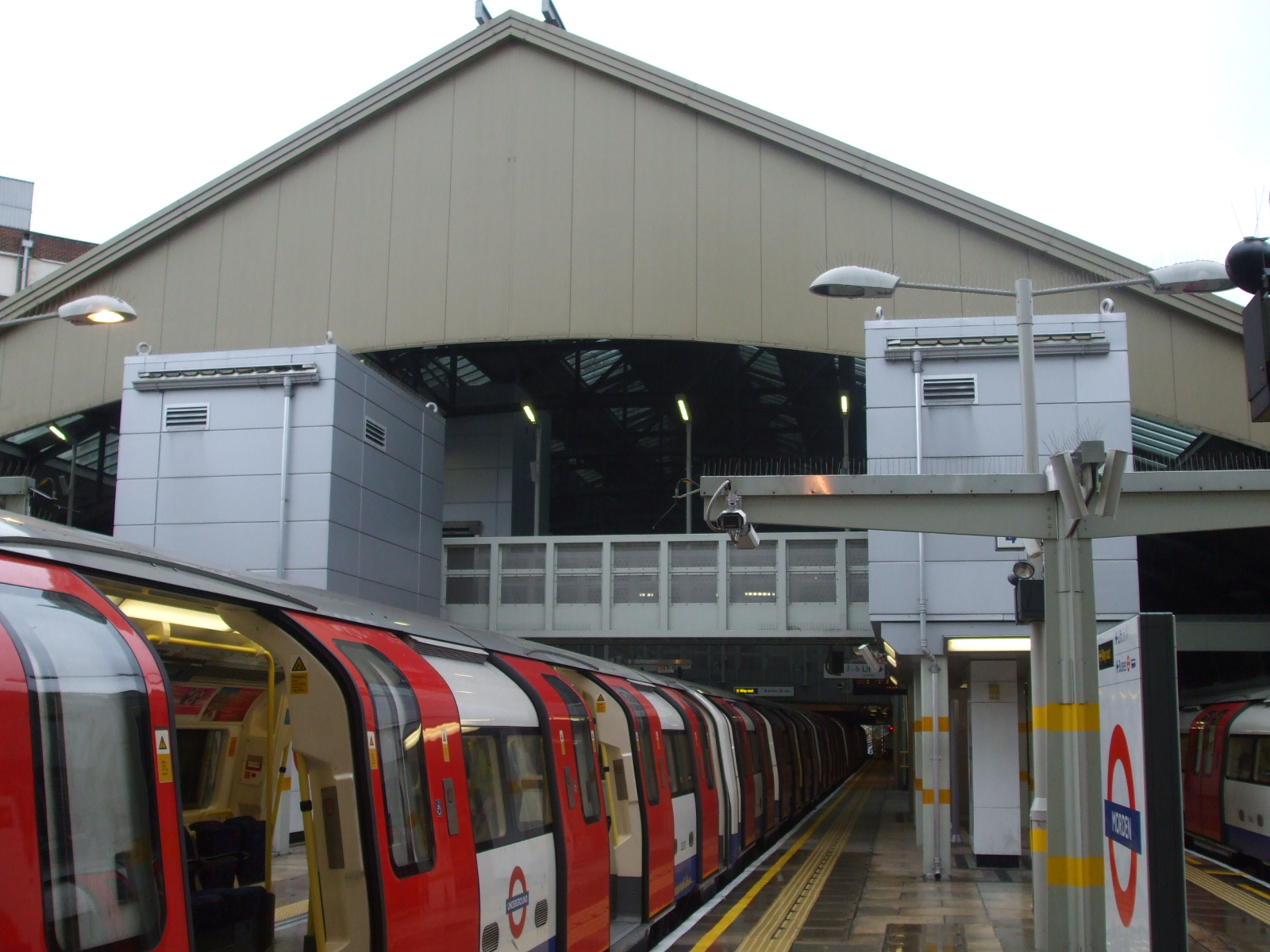
Le quai 4, vu vers le sud vers l'atelier.
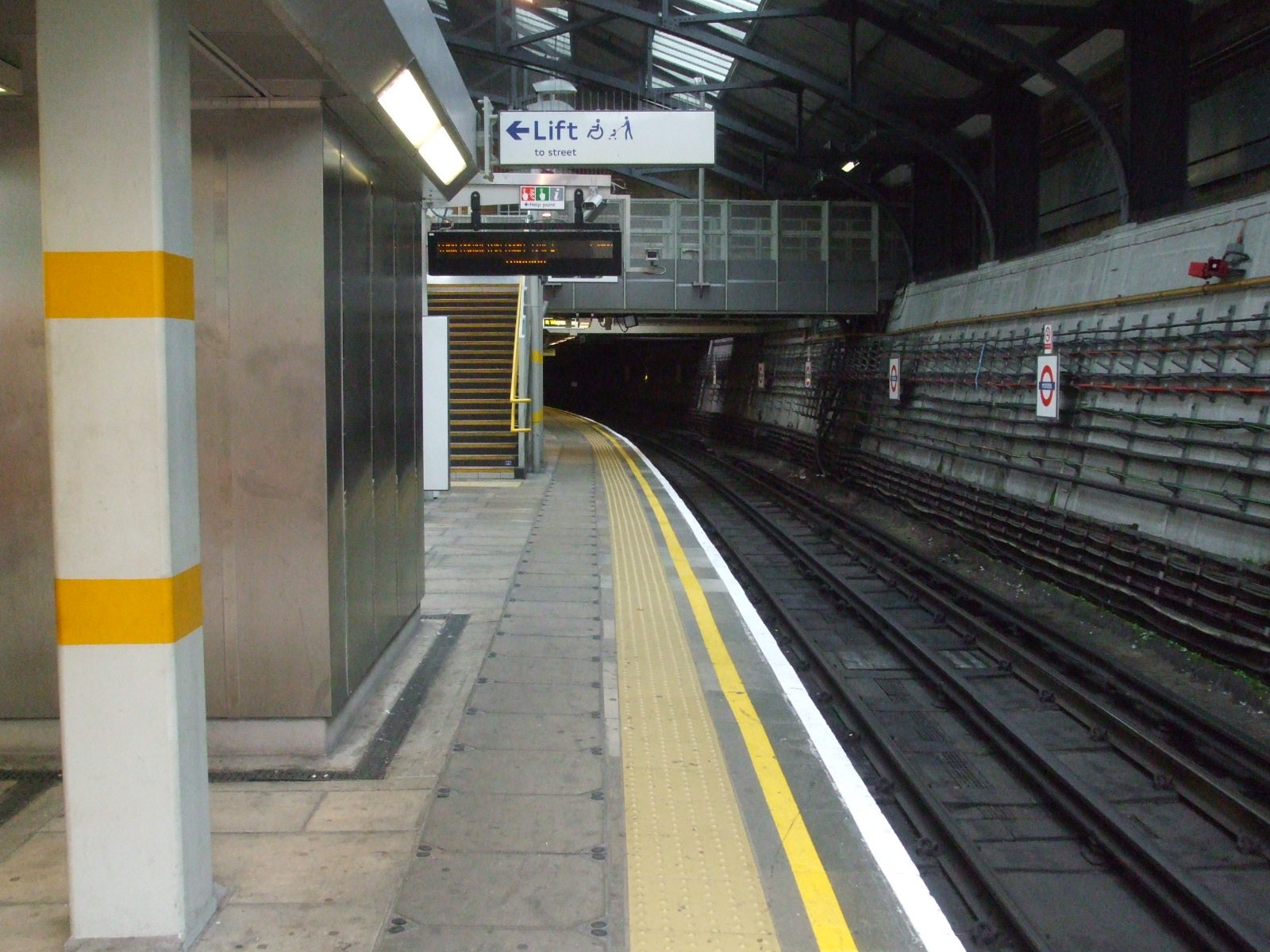
Le quai 5, vu vers le sud.

## Histoire
La station est mise en service le 13 septembre 1926 suite de l'extension de la City & South London Railway (C&SLR)
À l'époque de son ouverture, la station est située sur une zone rurale, ce qui donne à son concepteur Charles Holden des espaces pour construire, entre autres, une rangée de magasins à proximité de la station. Peu de temps avant l'ouverture de l'extension, l'Underground Group voulaient prolonger la ligne jusqu'à Sutton en utilisant un trajet de surface à partir de Wimbledon. Le Metropolitan District Railway était partisan du projet qui ne se fit pas.

## Services aux voyageurs

### Accès et accueil
La station est située London Road. Elle est accessible aux personnes en situation de handicap depuis la rue jusqu'aux trains. Le week-end la station est ouverte 24/24.

Accès et billetterie
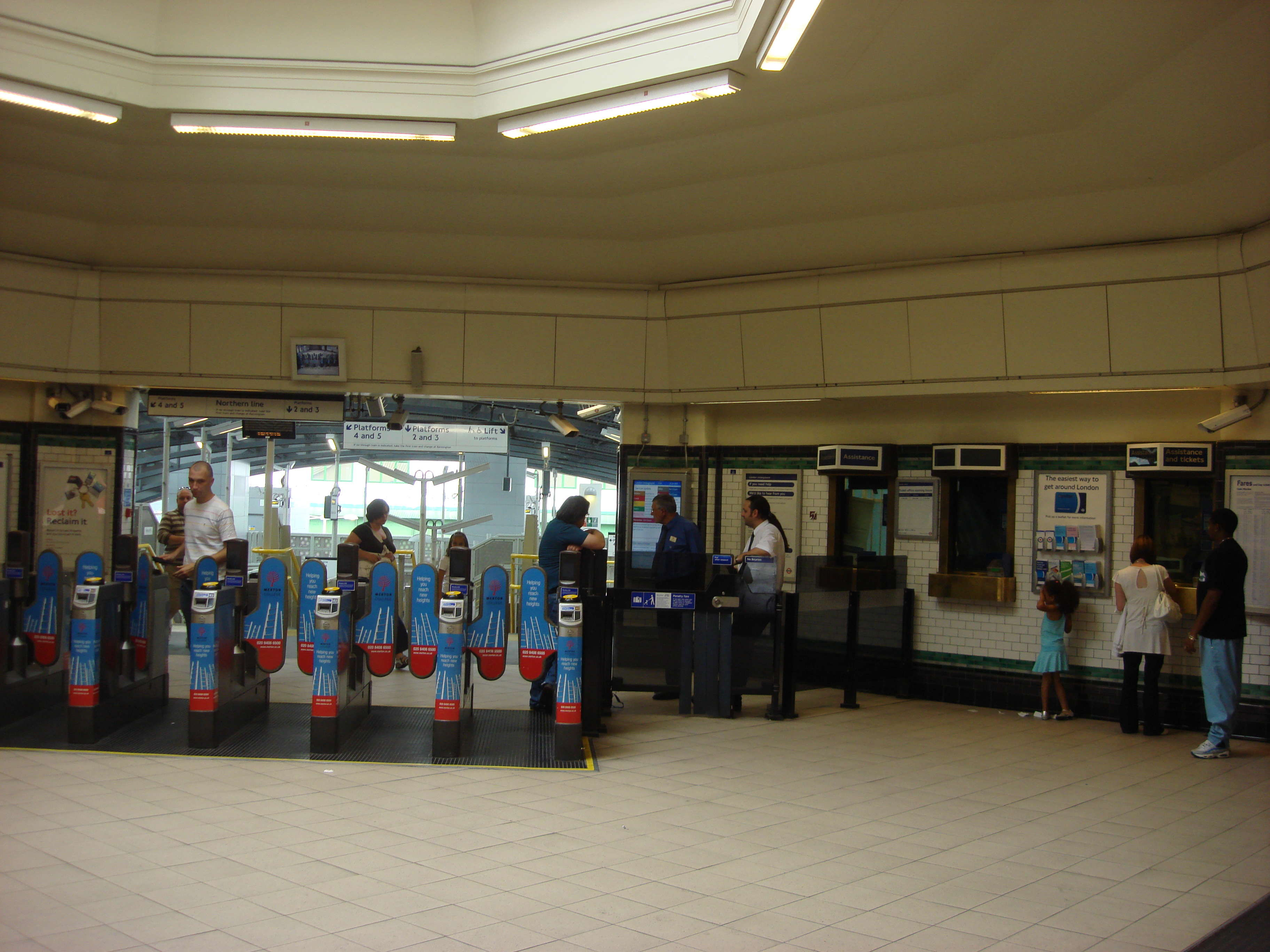
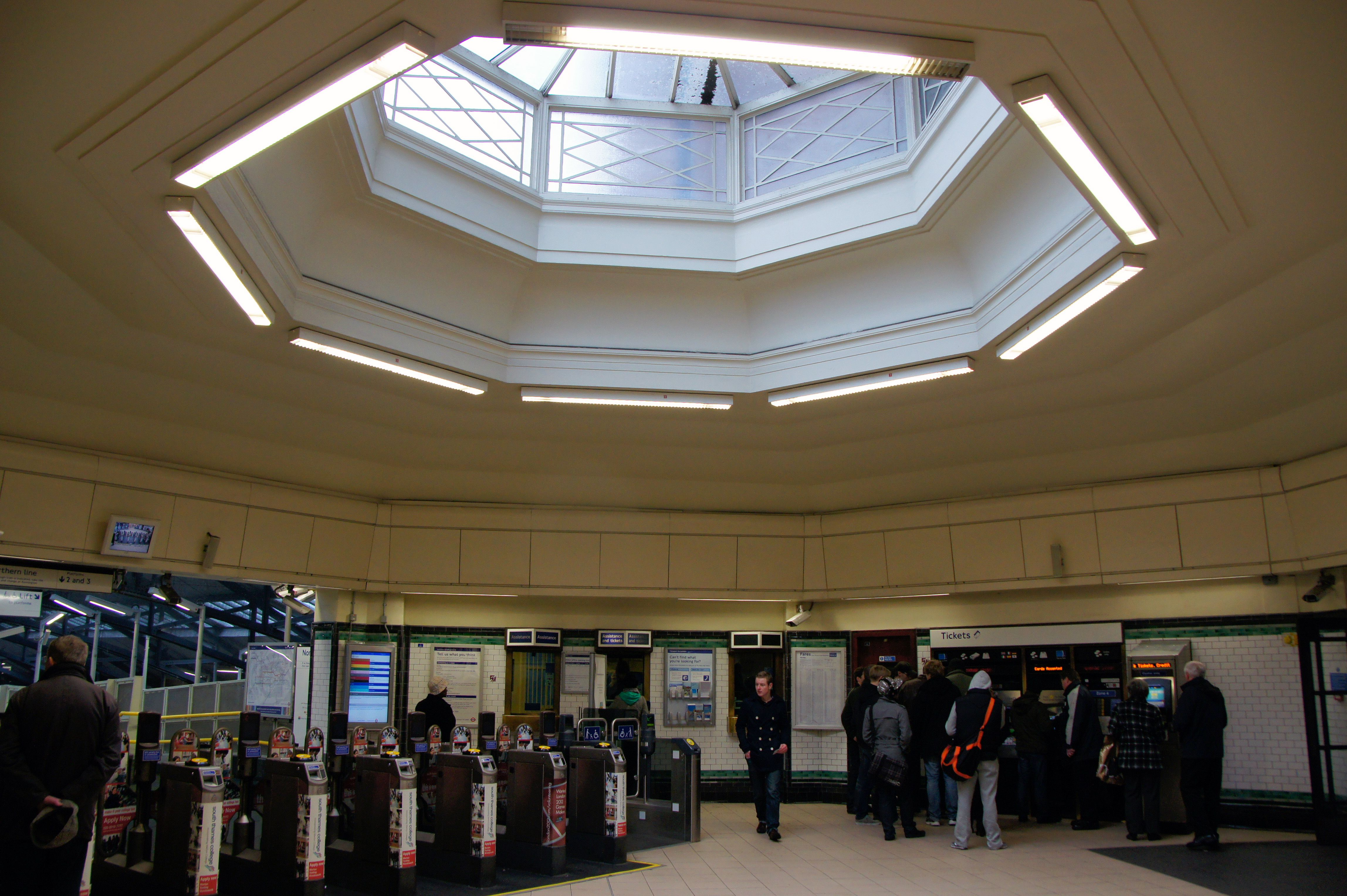

### Desserte

Quais et desserte
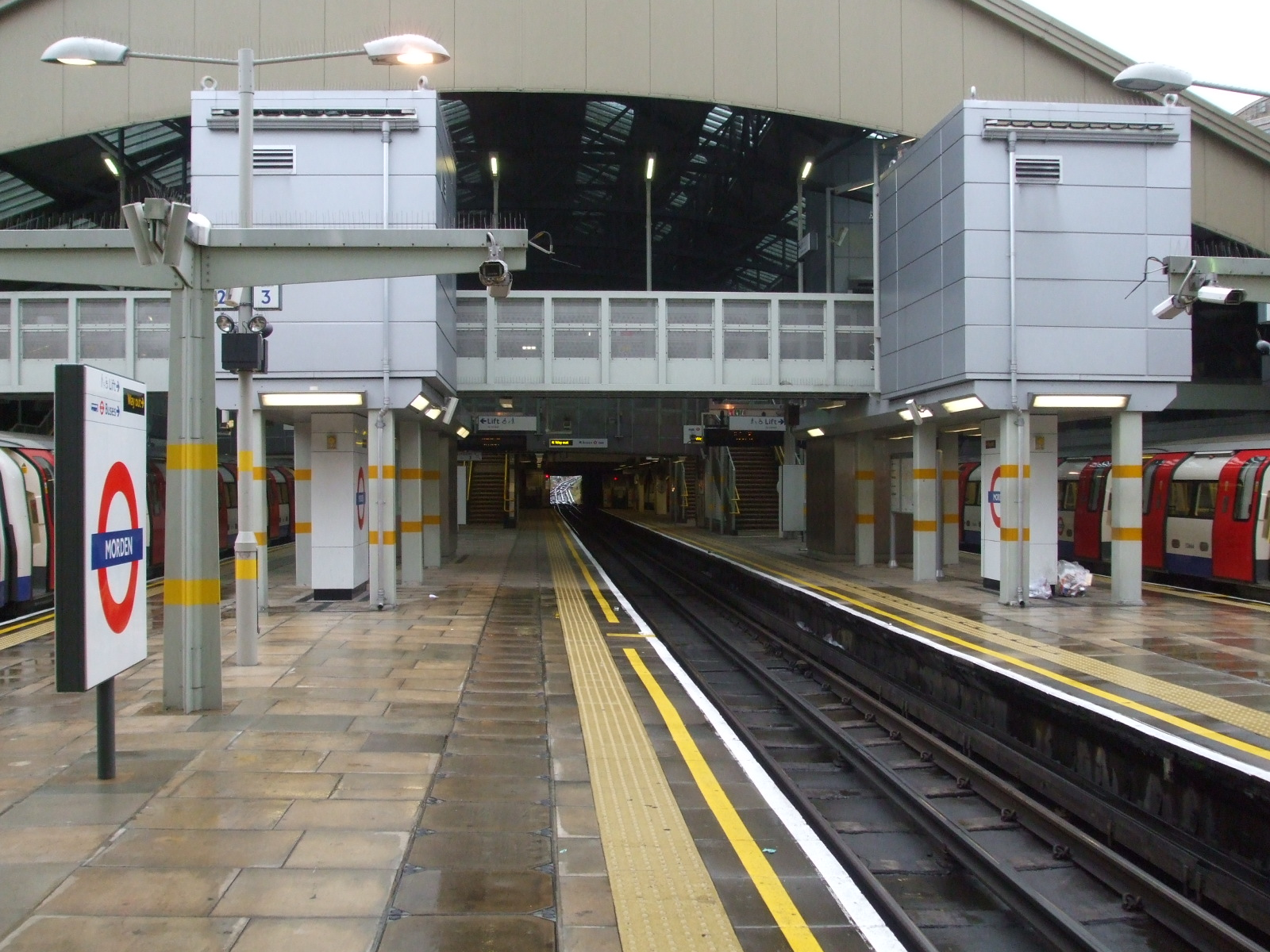
Le quai 3 vu vers le sud ; au fond, la voie d'accès au dépôt
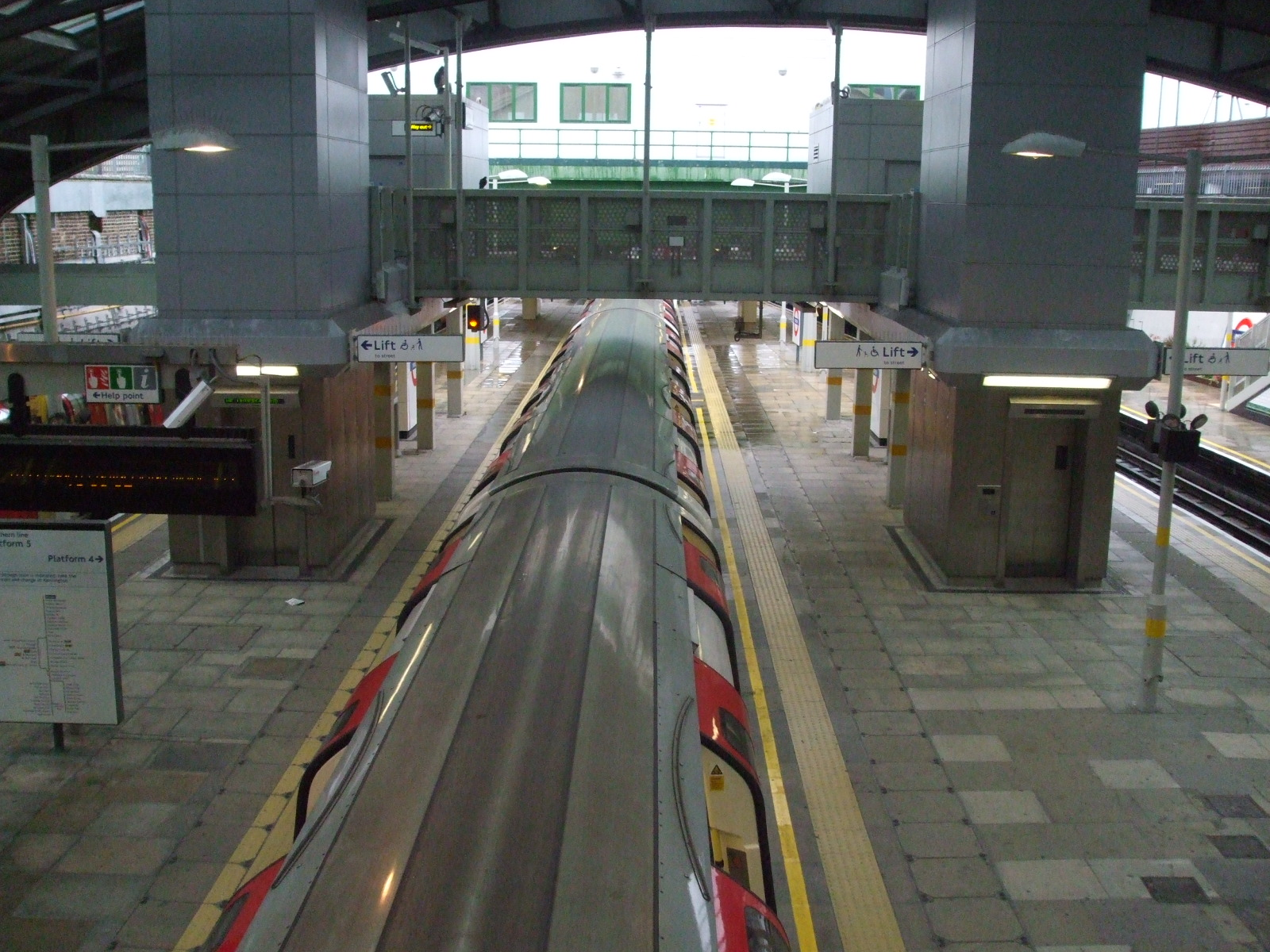
Vue vers le nord depuis la passerelle sur les quais 3 et 4, desservant la voie centrale.
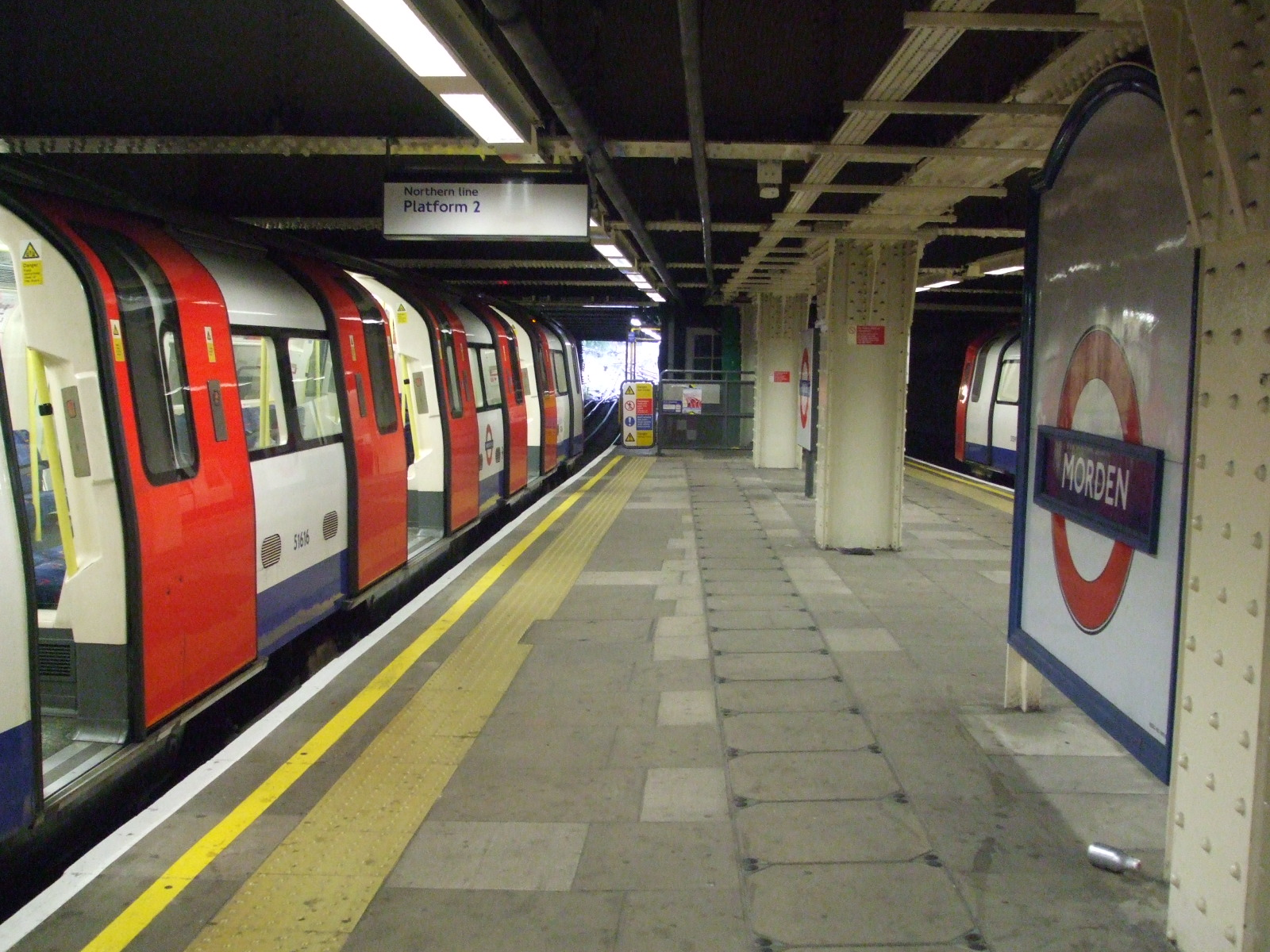
Le quai 2 vu vers le sud ; au fond, la voie d'accès au dépôt

### Intermodalité
Étant située très au sud, la station est le point de départ de nombreuses lignes de bus allant notamment vers le Surrey. Aujourd'hui, elle est le point de départ des bus allant à Epsom. Elle est desservie par les lignes de bus : 80 (High Down et Downview (prisons) - Hackbridge), 93 (North Cheam - Putney Bridge) service 24/7, 118 (Brixton - Morden), 154 (Morden - West Croydon) service 24/24 week-end, 157 (Crystal Palace - Morden), (Morden - Wimbledon), 293 (Epsom hospital - Morden), 413 (Morden Station - Sutton), 470 (Colliers Wood - Epsom), K5 (Morden - Ham), N133 (Morden - Liverpool Street bus station) service de nuit, N155 (Morden - Aldwych) service de nuit.

## À proximité
- Morden